# Zlatá Olešnice (Hradec Králové)
Zlatá Olešnice é uma comuna checa localizada na região de Hradec Králové, distrito de Trutnov‎.